# Antiche unità di misura del circondario di Albenga

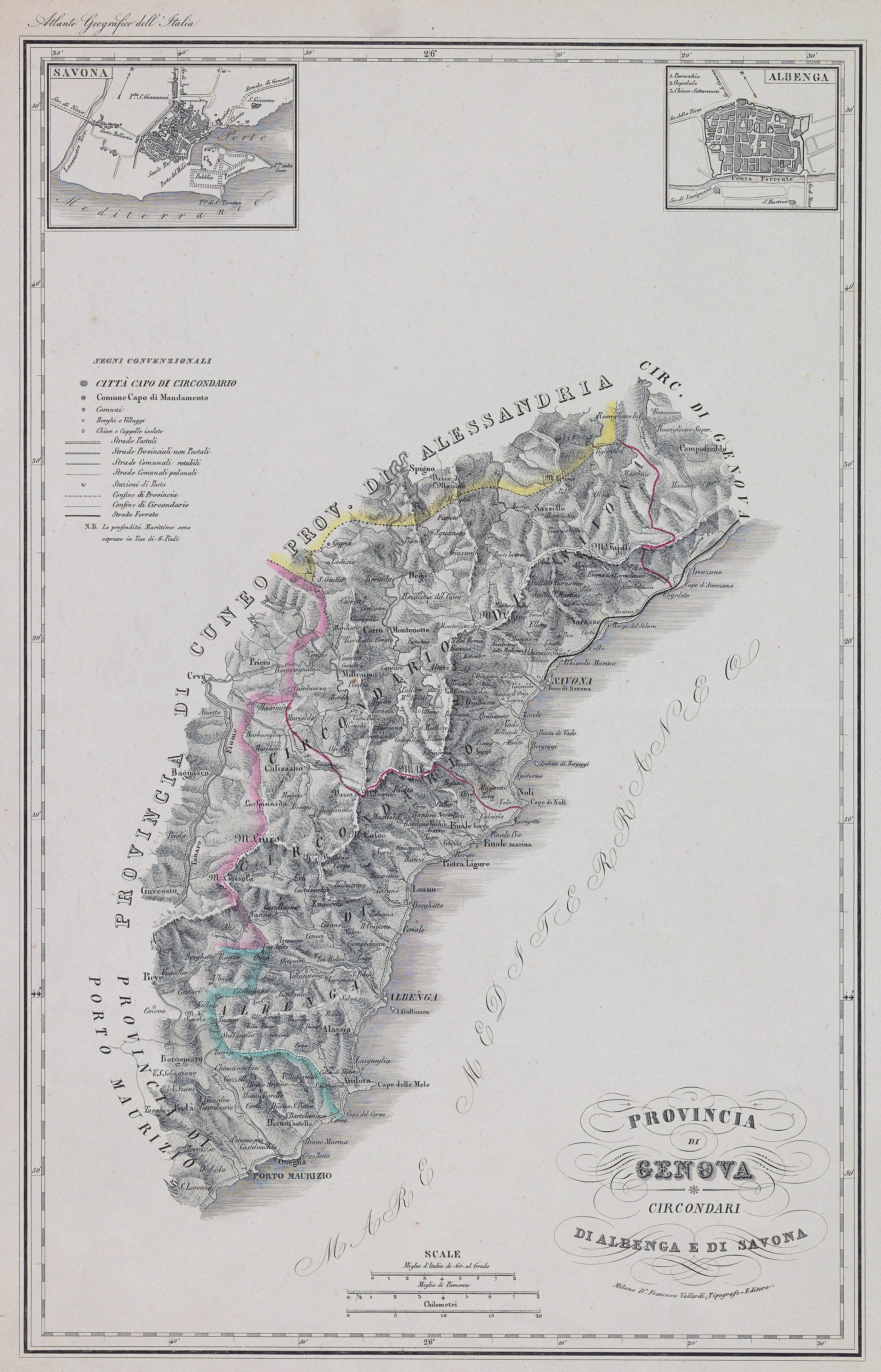
Mappa con indicazione dei confini del circondario di Albenga nel 1860 circa

Sono qui riportate le conversioni tra le antiche unità di misura in uso nel circondario di Albenga e il sistema metrico decimale, così come stabilite ufficialmente nel 1877.
Nonostante l'apparente precisione nelle tavole, in molti casi è necessario considerare che i campioni utilizzati (anche per le tavole di epoca napoleonica) erano di fattura approssimativa o discordanti tra loro.

## Misure di lunghezza
| Comuni         | Denominazione      | Valore   | Unità |
| -------------- | ------------------ | -------- | ----- |
| Tutti i comuni | Cannella di Genova | 2,977000 | m     |
| Tutti i comuni | Canna di Genova    | 2,480833 | m     |
| Tutti i comuni | Palmo di Genova    | 0,248083 | m     |
| Tutti i comuni | Canna di Albenga   | 3,000000 | m     |
| Tutti i comuni | Passo              | 0,750000 | m     |
| Tutti i comuni | Palmo d'Albenga    | 0,250000 | m     |

La cannella di Genova di 12 palmi serviva di base alle misure superficiali e di volume.
La canna di Genova di 10 palmi genovesi serviva per le stoffe.
Il palmo genovese si divideva in 12 once, l'oncia in 12 punti, il punto in 12 atomi.
Sei palmi genovesi facevano il passo geometrico e mille passi geometrici facevano il miglio genovese, misura itineraria.
La canna di Albenga era di 12 palmi. Il passo era di tre palmi.
Il palmo di Albenga, eguale a quello di Savona, si divideva in 12 once.
Il palmo e la canna di Albenga servivano del pari come misura mercantile e come base delle misuro agrarie e di volume.
Una misura ideale di 18 palmi, che talora si chim3ava canna, ma più comunemente dicevasi ramo, serviva per le tele e specialmente per le tessitrici come base per calcolare la mercede del loro lavoro.
Nel comune di Alassio il palmo di Albenga serviva anche come misura speciale dei legnami da lavoro, che si contrattavano in ragione del loro volume apparente, ma non per misura cubica.

## Misure di superficie
| Comuni                                                                                         | Denominazione        | Valore    | Unità |
| ---------------------------------------------------------------------------------------------- | -------------------- | --------- | ----- |
| Tutti i comuni                                                                                 | Cannella quadrata    | 8,862529  | m²    |
| Tutti i comuni                                                                                 | Palmo quadrato       | 0,061545  | m²    |
| Tutti i comuni                                                                                 | Palmo superficiale   | 0,738544  | m²    |
| Mandamenti di Albenga e Alassio                                                                | Minata               | 1406,2500 | m²    |
| Mandamenti di Albenga e Alassio                                                                | Canna quadrata       | 9,0000    | m²    |
| Mandamenti di Albenga e Alassio                                                                | Palmo quadrato       | 0,0625    | m²    |
| Mandamento di Andora                                                                           | Giornata             | 900,0000  | m²    |
| Mandamento di Andora                                                                           | Passo quadrato       | 0,5625    | m²    |
| Mandamento di Andora                                                                           | Palmo quadrato       | 0,0625    | m²    |
| Mandamento di Finalborgo e comuni di Tovo, Magliole, Bardino Nuovo, Bardino Vecchio            | Misura               | 112,5000  | m²    |
| Mandamento di Finalborgo e comuni di Tovo, Magliole, Bardino Nuovo, Bardino Vecchio            | Palmo o misura       | 6,2500    | m²    |
| Mandamento di Pietra Ligure esclusi i comuni di Tovo, Magliole, Bardino Nuovo, Bardino Vecchio | Staio di canapaio    | 351,5625  | m²    |
| Loano                                                                                          | Staio                | 1620,00   | m²    |
| Calizzano, Massimino, Bardineto                                                                | Giornata di Piemonte | 3810,39   | m²    |

La cannella quadrata era di 144 palmi quadrati, il palmo quadrato di 144 once quadrate.
La cannella quadrata serviva per la superficie dei muri, dei legnami e dei terreni.
Come misura agraria la cannella si divideva in 12 palmi superficiali ed il palmo superficiale in 12 once superficiali.
La minata d'Alassio (misura agraria) era un quadrato che aveva per lato 12 canne e mezza e la cui superficie era di 156 1/4 canne quadrate.
La superficie dei terreni si esprimeva anche in canne quadrate.
La canna quadrata era di 144 palmi quadrati. Il palmo quadrato era di 144 once quadrate.
Nove palmi quadrati formavano la goa. 16 goa corrispondevano alla canna quadrata.
In Alassio la canna quadrata si chiamava anche cannella e si riferiva ad un rettangolo di palmi 18 di lunghezza e 8 di larghezza, corrispondente a palmi quadrati 144.
Per Alassio 40 palmi quadrati formavano il braccio quadrato, che serviva per misurare i muri di pietre a secco usati a servir di sostegno ai livellamenti dei terreni in pendio.
La giornata di Andora misurava agraria, era di 1600 passi quadrati ed era rappresentata da un quadrato, il cui lato era di 10 canne, ossia di 40 passi.
Il passo quadrato era di 9 palmi quadrati.
Il palmo quadrato si divideva in 12 once di palmo quadrato.
Il palmo di Andora era lo stesso di quello d'Albenga.
La misura di Finalborgo, usata pei terreni non irrigatori, corrispondeva ad un rettangolo lungo passi 20 e largo passi 10.
Il passo era di tre palmi lineari di Albenga.
II palmo di detto mandamento, detto anche misura e talvolta anche palmetto, usato come misura superficiale dei terreni irrigatori, corrispondeva ad un quadrato avente per lato una canna di 10 palmi, ossia una superficie di 100 palmi quadrati.
Più comunemente nel linguaggio popolare si diceva palmetto il palmo quadrato e passetto il passo quadrato.
Queste misure si usavano talora anche negli altri comuni aggregati al Mandamento di Pietra Ligure.
Lo staio di canapaio di Pietra Ligure si divideva in 16 motulari ed era un quadrato che aveva 25 passetti, cioè metri 18,75, di lato.
Oltre lo staio ed il motularo si usavano anche in tal mandamento nella misura delle superficie il passo o passetto quadrato e il palmo quadrato, come nel mandamento di Andora.
Lo staio di Loano si divideva in 25920 palmi quadrati o in 2880 passetti quadrati.
Il palmo era quello d'Albenga.
La giornata di Piemonte si divideva in 100 tavole, ciascuna delle quali si componeva di quattro trabucchi quadrati.

## Misure di volume
| Comuni                                                    | Denominazione      | Valore    | Unità |
| --------------------------------------------------------- | ------------------ | --------- | ----- |
| Tutti i comuni                                            | Cannella cuba      | 26383,749 | L     |
| Tutti i comuni                                            | Palmo cubo         | 15,268373 | L     |
| Mandamenti di Albenga, Alassio e Andora                   | Canna cuba         | 27000,000 | L     |
| Mandamenti di Albenga, Alassio e Andora                   | Palmo cubo         | 15,625    | L     |
| Loano, mandamenti di Calizzano, Finalborgo, Pietra Ligure | Cannella di volume | 2250,000  | L     |
| Loano, mandamenti di Calizzano, Finalborgo, Pietra Ligure | Tavola             | 5062,500  | L     |

La cannella cuba era di 1728 palmi cubi, il palmo cubo di 1728 once cube, l'oncia cuba di 1728 punti cubi.
Nei mandamenti di Albenga, Alassio ed Andora per la misura dei muri si usava una cannella corrispondente alla sesta parte della cannella cuba, corrispondente così a 288 palmi cubi, ossia a metri cubi 4,5.
La cannella di volume di Loano si divideva in 144 palmi cubi e serviva per la misura dei muri e dei legnami.
Il palmo cubo era lo stesso usato negli altri comuni del circondario, la cui base lineare era il palmo d'Albenga.
La tavola di Loano era di 324 palmi cubi e si usava specialmente per la misura dei legnami.

## Misure di capacità per gli aridi
| Comuni                                                                                          | Denominazione           | Valore   | Unità |
| ----------------------------------------------------------------------------------------------- | ----------------------- | -------- | ----- |
| Tutti i comuni                                                                                  | Mina genovese           | 116,5318 | L     |
| Mandamenti di Albenga e Alassio                                                                 | Emina                   | 128,0000 | L     |
| Mandamenti di Albenga e Alassio                                                                 | Quarta o quartara       | 36,0000  | L     |
| Mandamenti di Albenga e Alassio                                                                 | Quartara o quarta nuova | 40,0000  | L     |
| Mandamento di Andora                                                                            | Emina                   | 121,9200 | L     |
| Calizzano, Massimino, Bardineto                                                                 | Staro da cereali        | 35,3000  | L     |
| Calizzano, Massimino, Bardineto                                                                 | Staro da castagne       | 70,6000  | L     |
| Calizzano, Massimino, Bardineto                                                                 | Sacco da carbone        | 110,7750 | L     |
| Mandamento di Finalborgo e comuni di Bardino Nuovo, Bardino Vecchio, Magliolo e Tovo            | Mina                    | 121,9200 | L     |
| Mandamento di Finalborgo e comuni di Bardino Nuovo, Bardino Vecchio, Magliolo e Tovo            | Quartaro o quarta       | 18,8650  | L     |
| Mandamento di Loano                                                                             | Emina                   | 136,6000 | L     |
| Mandamento di Loano                                                                             | Quarta                  | 18,7500  | L     |
| Mandamento di Pietra Ligure eccetto i comuni di Bardino Nuovo, Bardino Vecchio, Magliolo e Tovo | Emina                   | 139,0600 | L     |
| Mandamento di Pietra Ligure eccetto i comuni di Bardino Nuovo, Bardino Vecchio, Magliolo e Tovo | Staio                   | 83,2000  | L     |

La mina genovese si divideva in 4 stari, lo staro in 2 quarte, la quarta in 12 gombette.
L'emina di Albenga, misura per i cereali, si divideva in 4 stari, lo staro in 4 quarte, la quarta in 4 motulari.
La quarta si usava specialmente in Albenga per le olive ed era di 18 motulari.
La quartara o quarta nuova di 20 motulari era specialmente in uso per le olive in Alassio.
Nel mandamento di Albenga si usava anche per le olive la mezza quartara di 9 motulari e si chiamava anche quarta una misura composta di 7 degli stessi motulari.
Nell'uso si soleva chiamare emina una misura per i cereali ragguagliata a litri 120.
L'emina di Andora, misura per i cereali, si divideva in 6 eminette.
Nel comune di Vallego e forse in qualche altro di questo mandamento si usavano anche le misure proprie dei mandamenti di Albenga ed Alassio per i cereali.
Per le olive si usavano le misure dei detti mandamenti.
Lo staro da cereali di Calizzano si divideva in 2 quartari o emine.
Il quartaro, detto anche emina, si divideva in 8 motulari.
Lo staro da castagne si componeva di 4 quartari, ossia di 32 motulari.
La mina di Finalborgo, eguale all'emina di Andora, si divideva in 4 stari, lo staro in 24 casse, e serviva per i cereali.
Il quartaro, misura da olive, si divideva in 8 motulari.
Quando questo quartaro si adoperava per misurare castagne, s'intendeva che fosse colmo.
L'emina di Loano, misura da cereali, si divideva in 4 stari, lo staro in 16 motulari.
La quarta da olive si divideva in 9 motulari.
L'emina di Pietra Ligure, misura per i cereali, si divideva in 4 stari, lo staro in 16 motulari.
Lo staio, misura per le olive e le castagne, si divideva in 4 quartari, il quartaro in 2 quartarini, il quartarino in 4 motulari.

## Misure di capacità per i liquidi
| Comuni                                                   | Denominazione  | Valore   | Unità |
| -------------------------------------------------------- | -------------- | -------- | ----- |
| Tutti i comuni                                           | Mezzarola      | 159,0000 | L     |
| Tutti i comuni                                           | Quarterone     | 0,511560 | L     |
| Mandamento di Albenga                                    | Barile da vino | 40,0000  | L     |
| Mandamento di Albenga                                    | Barile da olio | 65,4800  | L     |
| Alassio, Laigueglia, Mandamento di Andora eccetto Velego | Barile da vino | 41,0000  | L     |
| Alassio, Laigueglia, Mandamento di Andora eccetto Velego | Barile da olio | 65,4800  | L     |
| Mandamento di Finalborgo                                 | Barile         | 34,9170  | L     |
| Mandamento di Loano                                      | Barile         | 43,6000  | L     |
| Mandamento di Loano                                      | Quarterone     | 0,744091 | L     |
| Pietra, Borgio, Giustenice, Ranzi, Verezzi, Verzi Pietra | Barile da vino | 42,4000  | L     |
| Pietra, Borgio, Giustenice, Ranzi, Verezzi, Verzi Pietra | Barile da olio | 65,4800  | L     |
| Calizzano, Massimino, Bardineto                          | Brenta         | 48,0000  | L     |
| Calizzano, Massimino, Bardineto                          | Barile         | 65,4800  | L     |
| Nasino                                                   | Amola da vino  | 1,3800   | L     |

La mezzarola di Genova, misura da vino, si divide in 2 barili, ed il barile in 90 amole.
Il quarterone, misura da olio, si divide in 6 misurette.
Il barile da vino di Albenga si divide in 40 amole, ciascuna delle quali corrisponde esattamente al litro.
Il barile da olio di Albenga si divide in 120 quarteroni.
Questo barile corrisponde a quello di Genova, ma si divide in un numero minore di quarteroni.
Nei comuni di questo mandamento la vendita dell olio al minuto si fa a peso.
Anticamente il barile si divideva in 20 lire e la lira in 20 parti.
Il barile da vino di Alassio si divide in 40 amole, l'amola in 2 mezze amole.
Nel comune di Velego il barile è di 50 amole, e l'amola è eguale al litro.
Il barile da vino si divide in metà, quarti, ottavi e sedicesimi.
Al sedicesimo di barile da taluni si dà il nome di lira, e si suddivide la lira in 5 pinte.
In alcuni comuni del Mandamento di Andora si usano talora per il commercio del vino al minuto anche le misure di Albonga.
Il barile di Finalborgo serve egualmente per il vino e per l'olio.
Quando si adopera pel vino si divide in due quartucci, il quartuccio in 20 amole.
Due barili formano lo scandaglio.
Quando si adopera per l'olio si divide in 2 mezzi barili, il mezzo barile in due parti o quarte, la quarta in 15 pinte.
Il Barile di Loano, misura da vino, si divide in 40 amole, l'amola si divide in metà, terzi e quarti.
Il quarterone di Loano è una misura per l'olio.
88 quarteroni formano il barile d'olio che è lo stesso usato in Albenga, ove però ha una diversa divisione.
Il barile da vino di Pietra si divide in 2 mezzi barili, il mezzo barile in 20 amole.
Due barili formano lo scandaglio.
Il barile da olio di Pietra è quello stesso di Albenga, ma qui si divide in 128 quarteroni come a Genova, e talora anche in 125 quarteroni, ed in tal caso il quarterone risulta di Litri 0,5238.
La brenta di Calizzano, misura da vino, si divide in 30 amole, l'amola o pinta in 2 mezze amole o boccali.
Questa brenta si riguarda come capace di rubbi 6, peso sottile di Genova, di vino; quindi l'amola di libbre 5.
Nei comuni di Massimino e Bardineto si fa anche qualche uso della brenta e della pinta di Torino.
Il barile di Calizzano, misura da olio, è quello stesso di Albenga, e si divide in 120 quarteroni.
Però nell'uso si suole chiamare quarterone o libbra d'olio una misura che equivale solamente a 2/3 del quarterone di Albenga.

## Pesi
| Comuni                                                                          | Denominazione   | Valore  | Unità |
| ------------------------------------------------------------------------------- | --------------- | ------- | ----- |
| Tutti i comuni                                                                  | Rubbo           | 7,91875 | kg    |
| Tutti i comuni                                                                  | Libbra          | 316,750 | g     |
| Mandamento di Finale e Comuni di Bardino Nuovo, Bardino Vecchio, Magliolo, Tovo | Libbra          | 306,500 | g     |
| Massimino                                                                       | Libbra torinese | 368,880 | g     |

Il rubbo, peso sottile di Genova, si divide in 25 libbre, la libbra in 12 once, l'oncia in 8 ottavi, l'ottavo o dramma in 3 denari, il denaro o scrupolo in 24 grani.
Sei rubbi fanno il cantaro che si divide anche in 180 rotoli.
La libbra e la sua divisione servono anche per i medicinali.
Le divisioni ed i multipli della Libbra di Finale sono gli stessi sopra indicati.
La libbra torinese usata in Massimino si divide in 12 once, l'oncia in 8 dramme, la dramma in 3 scrupoli, lo scrupolo in 20 grani.
25 libbre formano il rubbo.
In Alassio per ravvicinare il peso locale ed il metrico decimale si era introdotta la consuetudine di calcolare il cantaro di 48 chilogrammi, il rubbo di chilogrammi 8.

## Territorio
Nel 1874 nel circondario di Albenga erano presenti 48 comuni divisi in 7 mandamenti.
- Alassio • Alassio, Laigueglia
- Albenga • Albenga, Arnasco, Borghetto Santo Spirito, Campochiesa, Castelbianco, Castelvecchio di Rocca Barbena, Cenesi, Ceriale, Cisano sul Neva, Erli, Garlenda, Nasino, Onzo, Ortovero, Vendone, Villanova d'Albenga, Zuccarello
- Andora • Andora, Casanova Lerrone, Stellanello, Testico, Vellego
- Calizzano • Bardineto, Calizzano, Massimino
- Finalborgo • Calice Ligure, Finalborgo, Finale Pia, Finalmarina, Gorra, Orco Feglino, Rialto
- Loano • Balestrino, Boissano, Loano, Toirano
- Pietra Ligure • Bardino Nuovo, Bardino Vecchio, Borgio, Giustenice, Magliolo, Pietra Ligure, Ranzi Pietra, Tovo San Giacomo, Verezzi, Verzi Pietra